# Гаммелстаун (Пенсільванія)
Гаммелстаун (англ. Hummelstown) — місто (англ. borough) в США, в окрузі Дофін штату Пенсільванія. Населення — 4544 особи (2020).

## Географія
Гаммелстаун розташований за координатами 40°15′55″ пн. ш. 76°42′46″ зх. д. / 40.26528° пн. ш. 76.71278° зх. д. (40.265342, -76.712777).  За даними Бюро перепису населення США в 2010 році місто мало площу 3,39 км², з яких 3,18 км² — суходіл та 0,21 км² — водойми.

## Демографія
Згідно з переписом 2010 року, у селищі мешкало 4538 осіб у 1938 домогосподарствах у складі 1234 родин. Густота населення становила 1338 осіб/км².  Було 2050 помешкань (604/км²).
Расовий склад населення:
| - 94,6 % — білих - 1,4 % — азіатів - 1,1 % — чорних або афроамериканців - 0,2 % — корінних американців - 0,1 % — вихідців з тихоокеанських островів - 1,1 % — осіб інших рас |

До двох чи більше рас належало 1,5 %. Частка іспаномовних становила 3,0 % від усіх жителів.
За віковим діапазоном населення розподілялося таким чином: 23,9 % — особи молодші 18 років, 61,2 % — особи у віці 18—64 років, 14,9 % — особи у віці 65 років та старші. Медіана віку мешканця становила 39,0 року. На 100 осіб жіночої статі у селищі припадало 93,6 чоловіків;  на 100 жінок у віці від 18 років та старших — 88,2 чоловіків також старших 18 років.
Середній дохід на одне домашнє господарство  становив 62 071 долар США (медіана — 48 886), а середній дохід на одну сім'ю — 76 562 долари (медіана — 66 268). Медіана доходів становила 46 324 долари для чоловіків та 36 250 доларів для жінок. За межею бідності перебувало 9,5 % осіб, у тому числі 12,0 % дітей у віці до 18 років та 2,7 % осіб у віці 65 років та старших.
Цивільне працевлаштоване населення становило 2307 осіб. Основні галузі зайнятості: освіта, охорона здоров'я та соціальна допомога — 25,6 %, мистецтво, розваги та відпочинок — 16,2 %, виробництво — 12,1 %, роздрібна торгівля — 9,1 %.